# Parc national de Mathikettan Shola
Le parc national de Mathikettan Shola (en anglais : Mathikettan Shola National Park, en malayalam : മതികെട്ടാൻ ചോല ദേശീയോദ്യാനം) est une aire protégée située dans l'État du Kerala en Inde. Il est situé sur la chaîne des Ghats occidentaux, dans le massif des monts des Cardamomes.
Le parc national est reconnu en sa valeur de corridor pour le déplacement de nombreuses espèces, et tout particulièrement l'éléphant,. Son territoire est également un vestige représentatif de l'ensemble forestier et floristique qui a occupé l'intégralité des monts des Cardamomes, avant leur défrichage et mise en culture (plantations) à partir du XIXe siècle.